# Луксембург на Европском првенству у атлетици на отвореном 2014.
Луксембург је учествовао на 22. Европском првенству у атлетици на отвореном 2014. одржаном у Цириху од 12. до 17. августа. Ово је било 20. европско првенство у атлетици на отвореном на којем је Луксембург учествовао. Репрезентацију Луксембурга представљала су четири спортиста (3 мушкарца и 1 жена) који су се такмичили у 3 дисциплине (2 мушке и 1 женска).
На овом првенству представници Луксембурга нису освојили ниједну медаљу нити су остварили неки резултат.

## Учесници
| Мушкарци: - Чарел Гретен — 800 м - Давид Феген — 800 м - Жак Фриш — 400 м препоне | Жене: - Шарлен Матијас — 800 м |  |

## Резултати

### Мушкарци
| Атлетичар    | Дисциплина    | Лични рекорд | Квалификације | Квалификације | Полуфинале            | Полуфинале            | Финале                | Финале  | Детаљи |
| Атлетичар    | Дисциплина    | Лични рекорд | Резултат      | Место         | Резултат              | Место                 | Резултат              | Место   | Детаљи |
| ------------ | ------------- | ------------ | ------------- | ------------- | --------------------- | --------------------- | --------------------- | ------- | ------ |
| Чарел Гретен | 800 м         | 1:47,22      | 1:50,36       | 8. у гр. 2    | Нису се квалификовали | Нису се квалификовали | Нису се квалификовали | 31 / 34 |        |
| Давид Феген  | 800 м         | 1:44,81 НР   | 1:51,00       | 8. у гр. 3    | Нису се квалификовали | Нису се квалификовали | Нису се квалификовали | 33 / 34 |        |
| Жак Фриш     | 400 м препоне | 50,94 НР     | 54,06         | 8. у гр. 5    | Нису се квалификовали | Нису се квалификовали | Нису се квалификовали | 35 / 36 |        |

### Жене
| Атлетичарка    | Дисциплина | Лични рекорд | Квалификације | Квалификације | Полуфинале            | Полуфинале            | Финале                | Финале       | Детаљи |
| Атлетичарка    | Дисциплина | Лични рекорд | Резултат      | Место         | Резултат              | Место                 | Резултат              | Место        | Детаљи |
| -------------- | ---------- | ------------ | ------------- | ------------- | --------------------- | --------------------- | --------------------- | ------------ | ------ |
| Шарлен Матијас | 800 м      | 2:02,53 НР   | 2:03,43       | 5. у гр. 4    | Није се квалификовала | Није се квалификовала | Није се квалификовала | 29 / 29 (30) |        |